# ダイコー
株式会社ダイコーは、大分県大分市大道町3-23に置く医薬品・衛生材料・化粧品の卸を中心とする大分県の企業であった。医薬品の卸売大手。地盤は九州地区中部から南部。現在は、株式会社葦の会の一社「アステム」である。 

## 概要
- 代表取締役　吉村益次

## 沿革
- 昭和44年10月大分県の「吉村薬品株式会社」・宮崎県の「宮崎吉村株式会社」・熊本県の「ヨシマツ薬品株式会社」と鹿児島県の「ヤナイ薬品株式会社」と沖縄県の「コーヨー薬品株式会社」とが共同持ち株会社として「株式会社ダイコー」（医薬品以外の業務提供会社）を設立
- 平成4年2月大分県の「吉村薬品」・宮崎県の「宮崎吉村薬品」・熊本県の「ヨシマツ薬品」・鹿児島県の「ヤナイ薬品」とが持ち株会社の「株式会社ダイコー」に吸収合併
- 平成7年4月福岡県の「キョーエイ薬品株式会社」と大分県の「株式会社ダイコー」と業務提携
- 平成10年4月 - 株式会社コマック（福岡県）、キョーエイ薬品株式会社（福岡県）、株式会社サンメック（大分県）の3社と合併し「株式会社アステム」に商号変更。

### 吉村薬品
- 大正8年7月創業
- 昭和23年5月資本金100万円で大分県に「株式会社吉村益次郎商店」を設立
- 昭和31年12月「吉村薬品株式会社」に称号変更
- 平成4年2月宮崎県の「宮崎吉村薬品」・熊本県の「ヨシマツ薬品」・鹿児島県の「ヤナイ薬品」が合併し「株式会社ダイコー」に商号変更

### 宮崎吉村薬品
- 昭和33年8月「吉村薬品」に三共・田辺製薬が宮崎県の「神都薬品」の再建を依頼し資本金250万円で「宮崎吉村薬品株式会社」に商号変更
- 昭和38年6月東京都に「大鵬薬品工業株式会社」（大塚製薬と全国の主要卸業者が出資して設立された企業である）設立。宮崎地区独占販売契約を締結。大鵬薬品は1県1社代理店制度を採用する

### ヨシマツ薬品
- 大正12年2月「吉松一心堂」創業
- 昭和24年9月資本金150万円で「株式会社吉村一心堂」に商号変更
- 昭和39年4月「ヨシマツ薬局株式会社」と商号変更

### ヤナイ薬品
- 大正8年7月10日「粱井一心堂」を創業
- 昭和23年7月「粱井薬品株式会社」設立

## 主な取引メーカー
- ダイコーシステム
- 武田薬品工業
- エーザイ
- 第一製薬
- 明治製菓
- 藤沢薬品工業